# Clarkia williamsonii
Clarkia williamsonii är en dunörtsväxtart som först beskrevs av E. Dur. och Hilg., och fick sitt nu gällande namn av H. och M. Lewis. Clarkia williamsonii ingår i släktet clarkior, och familjen dunörtsväxter. Utöver nominatformen finns också underarten C. w. incerta.

## Bildgalleri

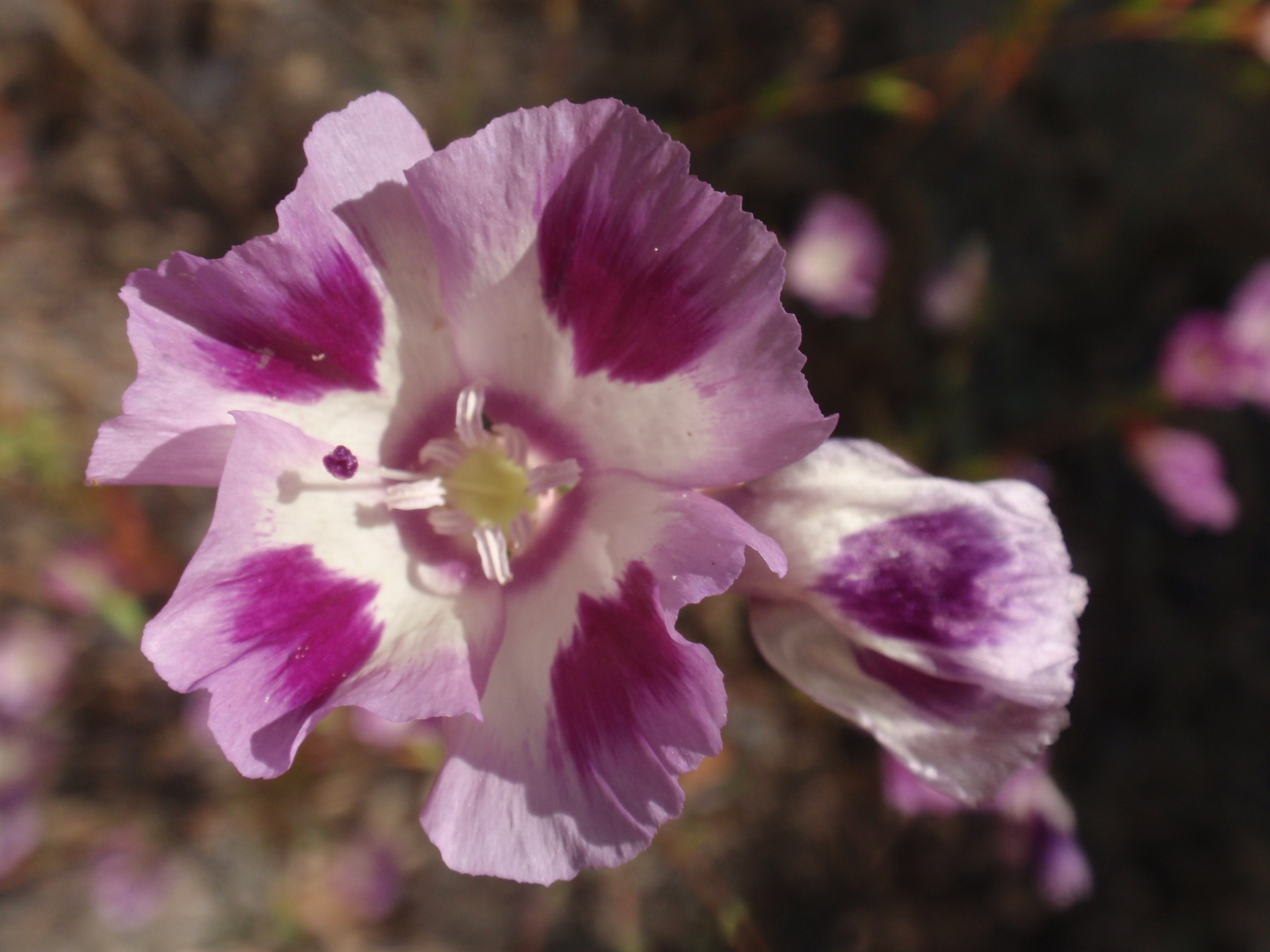
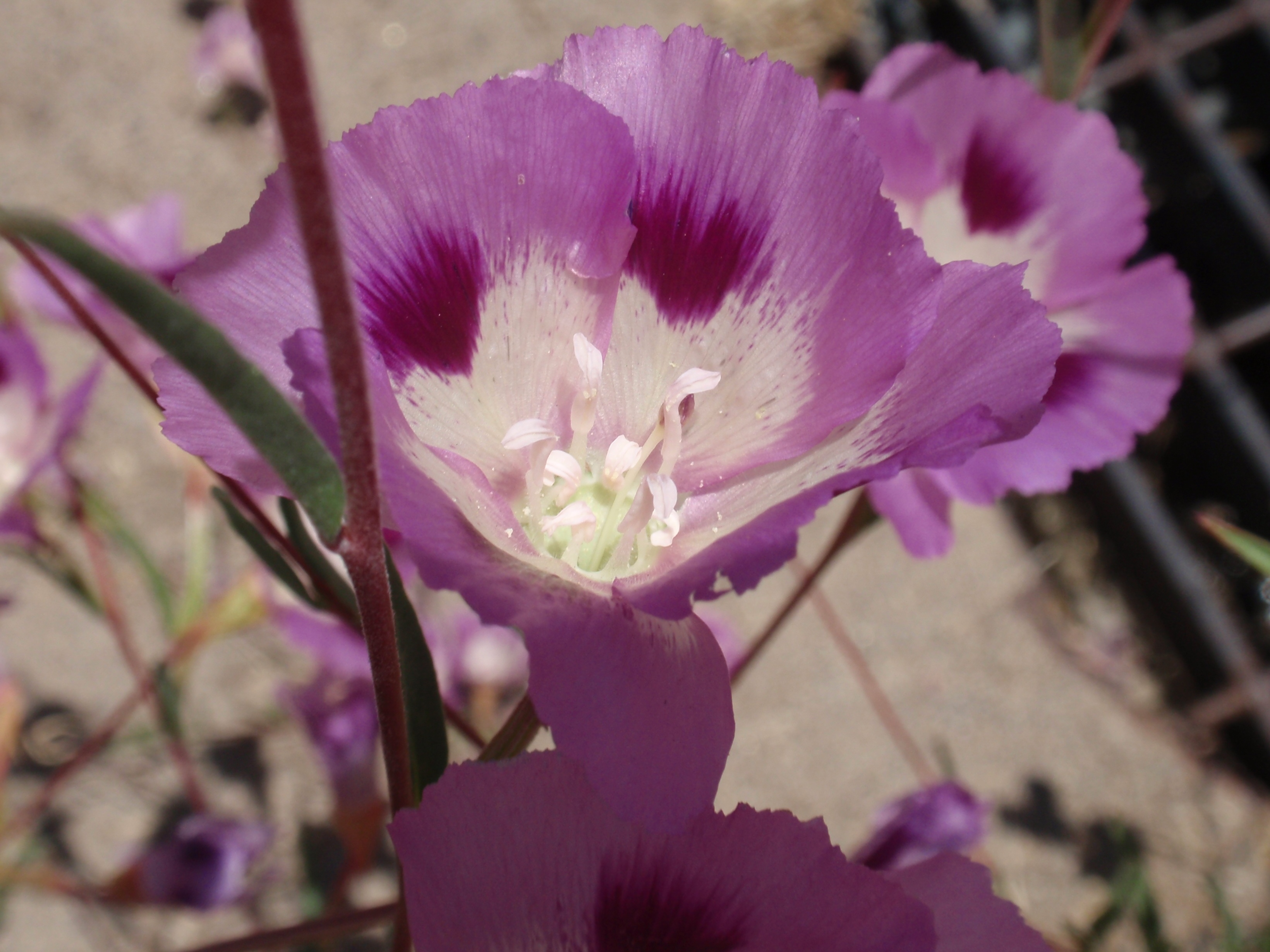
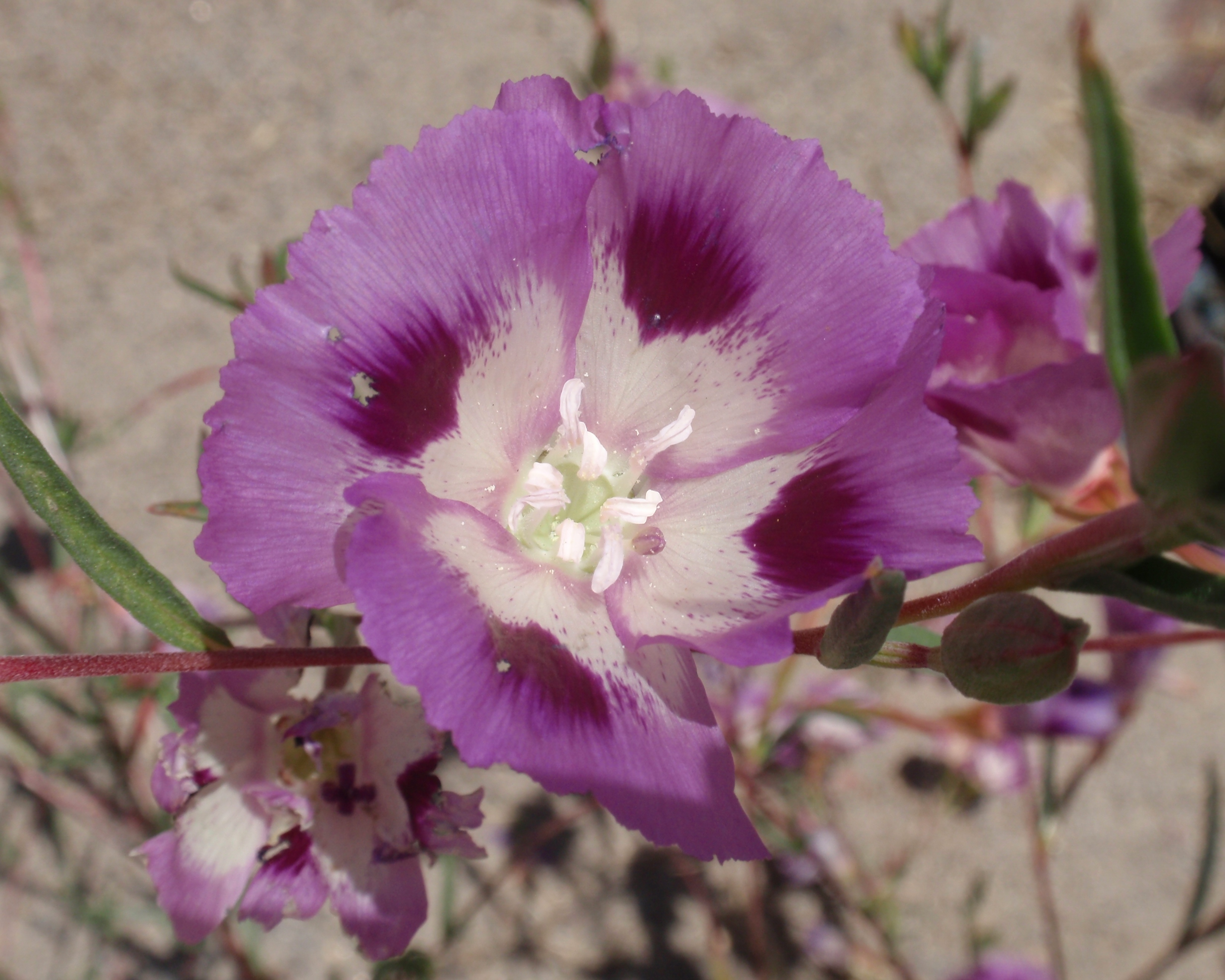
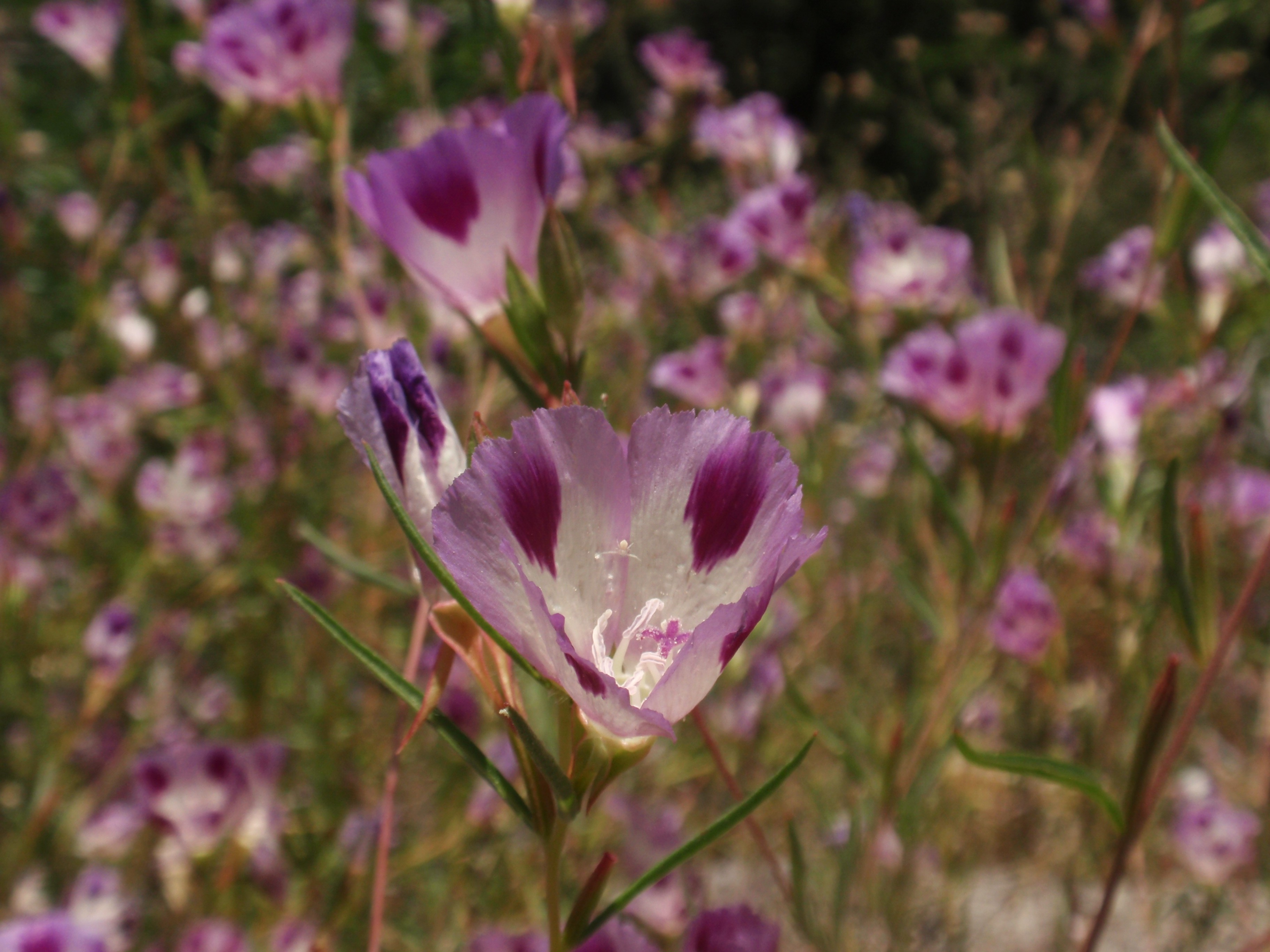
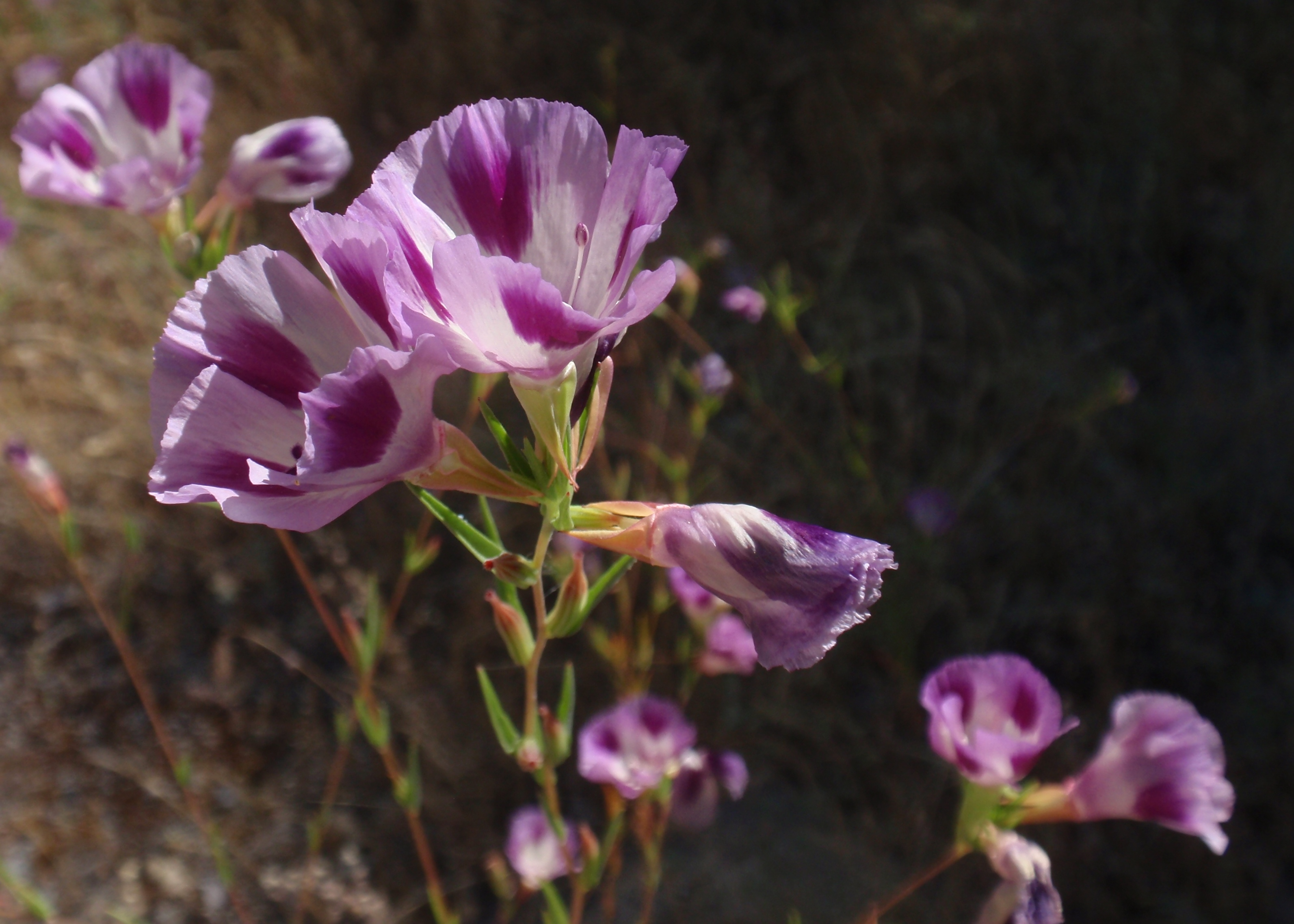
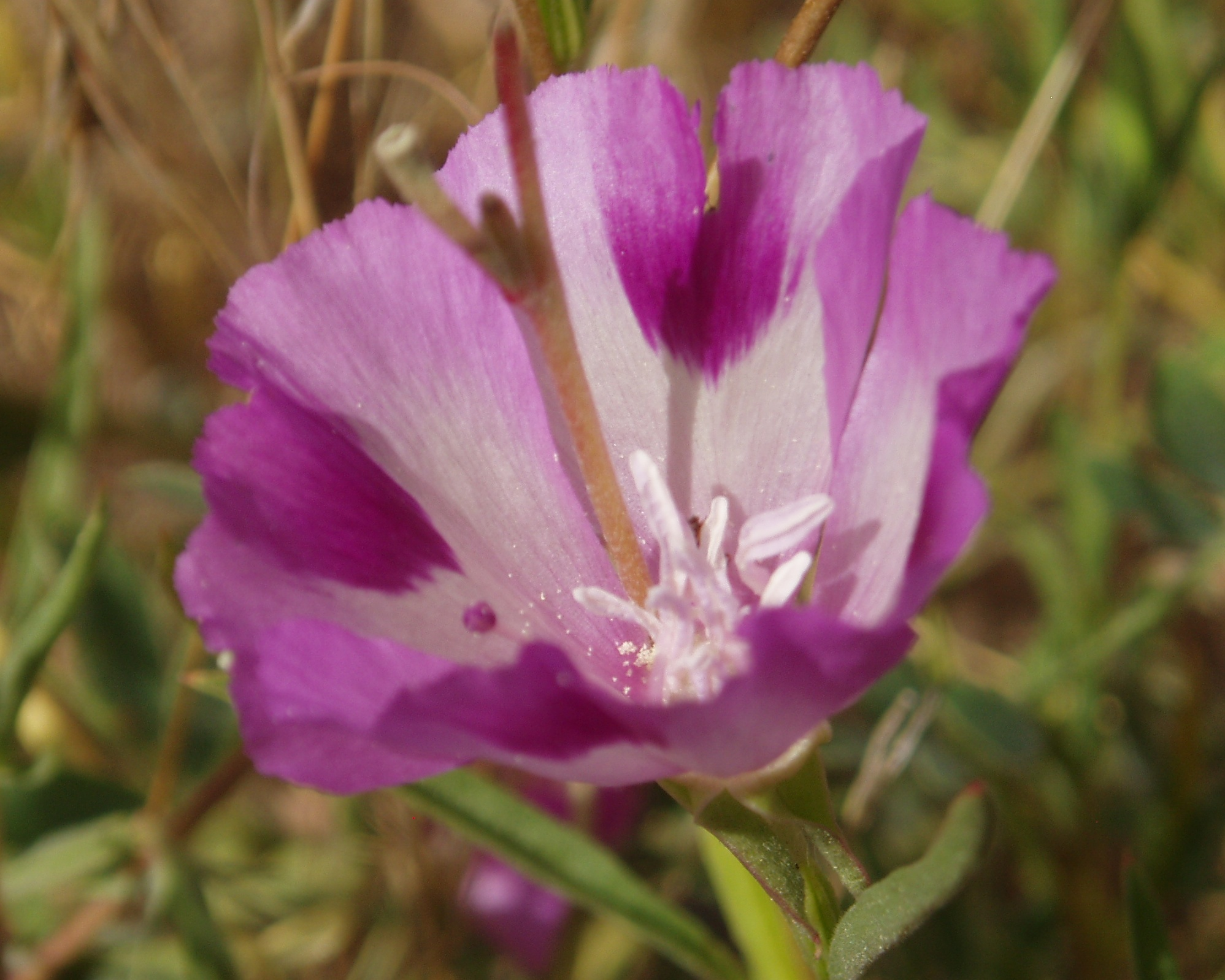